# Alois von Brinz
Alois von Brinz, född 25 februari 1820 i Weiler im Allgäu, död 13 september 1887 i München, var en tysk jurist och politiker.
Brinz blev extra ordinarie professor i romersk rätt i Erlangen 1852 och professor i samma ämne där 1854, i Prag 1857, i Tübingen 1866 och i München 1871. Hans förnämsta arbete är Lehrbuch der Pandekten (två band, 1857–71; andra upplagan i fyra band 1873–95). Under sin professorstid i Prag tog han livligt del i politiken som ledamot av böhmiska lantdagen (sedan 1861) och österrikiska riksrådet, där han arbetade för Tysklands enande, helst under Österrikes ledning.